# Emil Schallopp
Emil Schallopp (Friesack, 1 d'agost de 1843 – Berlín, 9 d'abril de 1919) fou un escriptor i jugador d'escacs alemany.

## Biografia
Va ser el cap del departament de taquigrafia del Reichstag. Va escriure diversos llibres, inclòs un sobre el Matx pel campionat del món de 1886 entre Steinitz i Zukertort. És especialment conegut pel fet que fou l'autor de la setena edició (1891) del Handbuch des Schachspiels.

## Resultats destacats en competició
Schallopp va participar en molts torneigs internacionals d'escacs, especialment durant els anys 1880, tot i que mai no va obtenir cap triomf destacable, ja que no s'hi dedicava professionalment.
Fou 4t a Wiesbaden 1880, rere Joseph Henry Blackburne, Berthold Englisch, i Adolf Schwarz, però per davant de James Mason, Szymon Winawer, Louis Paulsen, i nou altres jugadors. Fou segon a Nottingham 1886 rere Amos Burn, i en aquest torneig va guanyar el premi de bellesa per la seva partida contra Zukertort, i hi feu la millor actuació de la seva carrera.

### Rànquing mundial
El seu millor rànquing Elo s'ha estimat en 2650 punts, el juliol de 1887, moment en què tenia 43 anys, cosa que el situaria en sisè lloc mundial en aquella data. Segons chessmetrics, va ser el sisè millor jugador mundial durant 3 mesos, entre el maig i el juliol de 1887.

### Contribució a la teoria dels escacs
El seu nom és vinculat a la defensa Schallopp, variant del gambit de rei acceptat (1.e4 e5 2.f4 exf4 3.Cf3 Cf6).